# 金子涵
金子涵（ジン・ジンハン、1999年2月5日 - ）は、中国の女性アイドル、ダンサー。女性アイドルグループ・NAMEのメンバー。YUE HUA Entertainment所属。

## 略歴
1999年2月5日、山東省済南市にて生まれる。幼い頃に肺炎を患い、両親は体力向上のため、ダンススクールに通わせる。6歳の頃、地元で有名な子役として活動。
2007年に第3回『チャイニーズ・アート・セレモニー』に出場し、児童ボーカルグループとダンスグループで金賞を受賞。
2011年、母親と妹2人でアメリカ・ニューヨーク州に移住。
2012年、シノ・ビジョンの『ボーン・トゥ・ビー・マイ・タレント・アメリカン・ユース・タレント・コンペティション』に出場し、中国舞踊団体部門で銀賞を受賞。
2013年、第3回『ナチュラル・タレント・アメリカン・ユース・タレント・コンペティション』に出場し、中国民族舞踊ソロ金賞と最高人気賞を受賞。
2017年、東森電視のタレントショー『東森電視新人王』に出場し、最終順位3位。
2020年3月12日、iQIYIのオーディション番組『青春有你2』に出場し、最終順位11位でデビューメンバーには選ばれなかった。同年6月3日に女性アイドルグループ・172Girlsのメンバーとしてデビュー。12月10日にはソロシングル『巾幗紅顏』をリリース。
2021年12月10日、女性アイドルグループ・NAMEのメンバーとしてデビュー。